# General Electric YJ93
General Electric YJ93 byl proudový motor navržený jako pohonná jednotka pro bombardér North American XB-70 Valkyrie a stíhací letoun North American XF-108 Rapier. YJ93 byl jednohřídelový proudový motor s axiálním kompresorem s variabilním statorem kompresoru a plně variabilní výtokovou tryskou. Maximální tah na úrovni hladiny moře byl 28 800 lbf (128 kN).
YJ93 vznikl jako General Electric X275 – zvětšená verze proudového motoru General Electric J79. Když se objevil požadavek na rychlost 3 Machy, byl z něho vyvinut X279 a nakonec YJ93.

## Varianty
J93-GE-1tah 24 800 lbf (110 kN) s přídavným spalováním.
J93-GE-3Produkční varianta vyrobená v nízkém počtu pro program North American XB-70 Valkyrie.
J93-GE-3RVarianta s obracečem tahu, s přídavným spalováním o tahu 27 200 lbf (121 kN).
J93-GE-3ARVarianta pro North American XF-108 Rapier.

## Specifikace (J93-GE-3)
Zdroj: Aircraft engines of the World 1966/77, Military Turbojet/Turbofan Specifications, North American XB-70A Valkyrie

### Technické údaje
- Typ: jednohřídelový proudový motor s přídavným spalováním
- Průměr: 1 330 mm
- Délka: 6 000 mm
- Hmotnost suchého motoru: 2 300 kg
- Palivo: Speciální vysokoteplotní palivo JP-6

### Součásti
- Kompresor: 11stupňový axiální, se stavitelnými lopatkami statoru
- Spalovací komora: prstencová, s 36 plamenci
- Turbína: dvoustupňová axiální

### Výkony
- Maximální tah: 22 000 lbf (98 kN); 30 000 lbf (130 kN) s přídavným spalováním
- Teplota plynů před turbínou: 1 149 °C (2 100 °F; 1 422 K)
- Průtok/hltnost vzduchu: 275 lb/s (125 kg/s)
- Měrná spotřeba paliva: 0,700 lb/(lbf⋅h) (19,8 g/(kN⋅s)); 1,800 lb/(lbf⋅h) (51,0 g/(kN⋅s)) s přídavným spalováním
- Poměr tah/hmotnost: 6